# Arbaa Taourirt
Arbaa Taourirt  (in arabo اربعاء تاوريرت‎?) è un centro abitato e comune rurale del Marocco situato nella provincia di Al-Hoseyma, regione di Tangeri-Tetouan-Al Hoceima. Conta una popolazione di 5 187 abitanti (censimento 2014).